# Air Panas
Air Panas is een bestuurslaag in het regentschap Rokan Hulu van de provincie Riau, Indonesië. Air Panas telt 2606 inwoners (volkstelling 2010).